# Kondenswasser

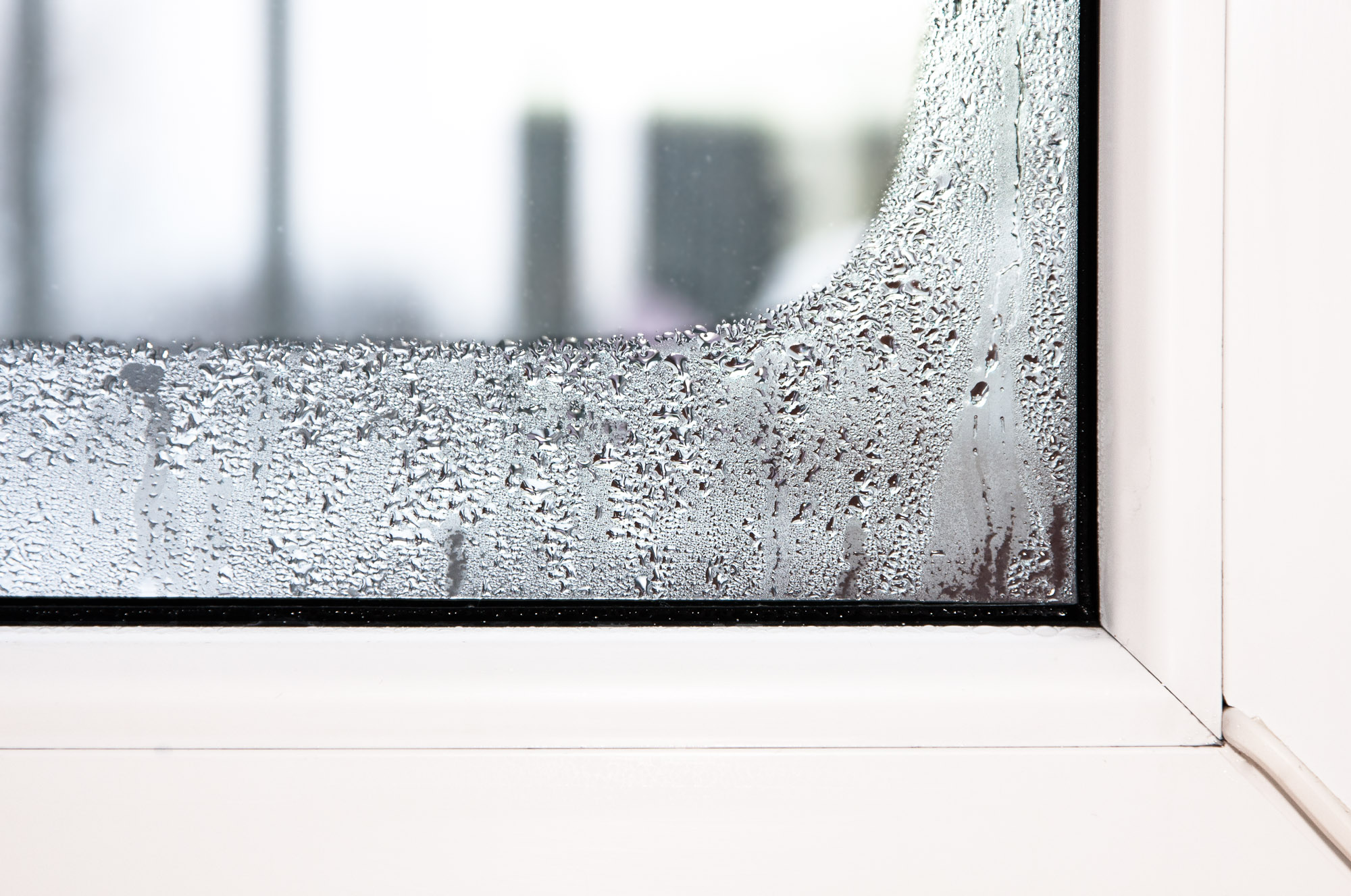
Fenster mit Kondenswasser

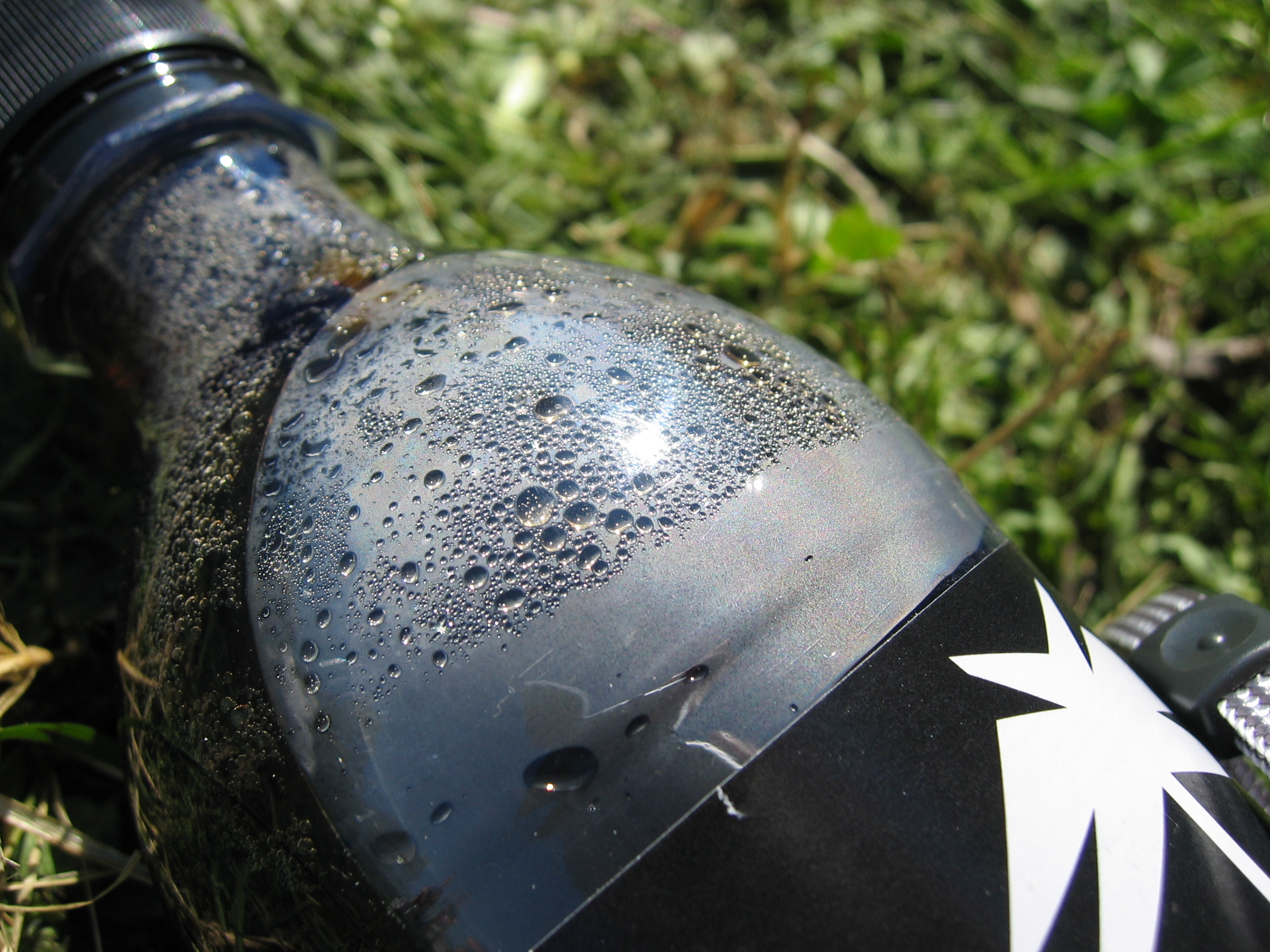
Kondenswasser in einer Flasche

Als Kondenswasser (auch Schwitzwasser oder Tauwasser) bezeichnet man das Wasser, das sich an einer kühlen Oberfläche von Gegenständen niederschlägt, sobald wasserdampfhaltige Luft oder wasserdampfhaltiges Gas dort unter den Taupunkt abgekühlt wird. Die Wasserbildung (Kondensation) auf Oberflächen im Freiraum wird auch als Tau oder mit dem Oberbegriff Beschlag bezeichnet, die Kondensation auf technischen Gegenständen als Betauung oder ebenfalls als Beschlag.
Kondensiert die Feuchte aus wasserdampfhaltiger Luft, können  im Kondensat ebenso kondensierbare Luftverunreinigungen (beispielsweise Saurer Regen oder Flüchtige organische Verbindungen) enthalten sein.
Kondensiertes Wasser, das sich nicht auf einer festen Fläche niederschlägt, sondern in der Luft oder in einem Gas schwebt, wird je nach Erscheinungsform als Nassdampf, Dunst, Nebel oder Regen bezeichnet. Setzt sich Nebel an Oberflächen ab, so wird dies als Nebeltau bezeichnet.

## Wirkungen

### Erwünschte
- Wasser-Rückgewinnung in Wärmekraftwerken
- Rauchgaskondensation zur Wärmerückgewinnung in Brennwertkesseln oder bei einem Luft-Abgas-System
- Tauwassergewinnung in Wüsten durch nachts aufgestellte Netze

Das Prinzip wird auch bei der Gas-Reinigung, der Rückgewinnung von Lösemitteln oder der Stofftrennung in Kältefallen benutzt, jedoch außer Wasser auch für andere Stoffe.

### Unerwünschte
- Kondenswasser in Schornsteinen (Versottung), Auspuffen und Blasinstrumenten
- Betauung von optischen Oberflächen und Isolatoren
- Kondenswasser in Klimaanlagen
- Kondenswasser an der Innenseite oder im Bauteil von Gebäudewänden bei schlechter Wärmedämmung
- Kondenswasser am Fenster im Randbereich der Glasleiste (des Glasrandverbundes)
- Zuckerreif bei Schokoladewaren

Die Bildung von Kondenswasser innerhalb einer Wärmedämmung erleichtert die Bildung von Schimmelpilzen.

### Gegenmaßnahmen
Die Bildung von Kondenswasser innerhalb von Verpackungen oder hermetisch dichten Gehäusen wird oft mit Trocknungsmitteln verhindert.
Am Fenster reduziert man Kondenswasser durch Erhöhen der Oberflächentemperatur, zum Beispiel durch höhere Raumlufttemperatur, Erwärmung des Glasrandverbundes mit einer elektrischen Fensterheizung oder Schutz der Fensteraußenseite durch Fensterläden, Jalousien, Rollladen oder anderes.